# Ананьи
Ана́ньи (итал. Anagni) — итальянский город с населением 21 265 человек в провинции Фрозиноне в Лацио.
Он известен как город Пап, потому что четверо понтификов (Иннокентий III, Александр IV, Григорий IX и Бонифаций VIII) были родом из Ананьи и долгое время он был резиденцией и местом пребывания папы. В частности, название Ананьи связано с событиями Папы Римского Бонифация VIII и с эпизодом, известным как «пощёчина Ананьи».

## География
Ананьи — маленький средневековый городок, который находится на вершине холма (475 метров над уровнем моря), с маленькими извилистыми улочками и крутыми переулками. Он окружён мощными стенами, которые сохранились со времён Рима.
До построенной площади сначала стоял акрополь (северо-западная зона с кафедральным собором, воротами Туфоли и площадью Данте), который частично защищали стены кладки opus quasi-quadratum. Под господством Рима изменялась карта древнего города: он расширялся под охраной стен Сервия Туллия, сделанных из каменных блоков с чередующимися рядами, которые датируются III веком до н. э. Большую часть стен реставрировали и восстанавливали в первом тысячелетии н. э.; но самая значительная реконструкция была в XVI веке.
Город делится на 8 районов: Кастелло, Торре, Тривьо, Туфоли, Пищина, Колле Санта Анжело, Валле Санта Андреа и Церера.
Покровителем города почитается святой Магн, празднование 19 августа.

## История

### Предыстория и древняя эпоха
Первые человеческие поселения датируются более чем 70000 лет назад, благодаря находкам фрагментов ручной работы эпохи палеолита; хотя в исторических рукописях (Ливия, Вергилия, Сервия, Силия) Ананьи упоминаются лишь единожды, но город уже входил в орбиту римской культуры. На раскопках в Фонтане Рануччио были найдены окаменелости костей и кремни, а также два коренных зуба современного человека и резцы древнего прямоходящего человека.
Людей, обитавших в этих краях, называли герниками. Они были мигрантами из аньенской долины, потомками марсов или сабинов. Истоки названия народа уходят к марсийскому herna (камень), что означает: «Те, которые живут в каменных горах». Только два слова остались из их языка: samentum (кусочек кожи жертвы) и buttutti (одна из похоронных песен).
Ананьи имел большое значение, он был духовным центром герников. Город был средоточием храмов и святилищ, в котором хорошо сохранились полотняные своды законов с сакральными этрусскими документами, датируемые II веком нашей эры современников императора Марка Аврелия. В одном из этих документов остался один уцелевший Liber Linteus.
Последние археологические исследования показали культурные и экономические отношения между герниками и этрусками примерно в VII веке до нашей эры, возможно, это был коммерческий центр, который вёл торговые дела с Великой Грецией. Предполагается, что у подножия гор, на которых стоит город, был так называемый Морской Круг, где герниканские города Aletrium (Алатри), Capitulum (Пильо), Verulae (Вероли) и Ferentinum (Ферентино) объединились под руководством Anagnia (Ананьи). Там они проводили сакральные и политические собрания, пока римляне под предлогом якобы предательства герниканско-римского альянса, не напали на Ананьи, разгромили «Конфедерацию Герники» и аннулировали Конфедерацию в 306 г. до нашей эры.
Ананьи объединились с Римом в борьбе с вольсками, который потом превратился в sine suffragio, город без права голоса, хоть и сохранив свою религиозную независимость и стратегическую значимость.
Во времена Империи Ананьи часто становился императорской резиденцией. Здесь римские императоры, в особенности Марк Аврелий, Септимий Север, Коммод и Каракалла, спасались от жары, которая летом становилась просто невыносимой в Риме. К концу римской империи глубокий политический и экономический кризис привёл к падению роста численности населения Ананьи. Пригородные зоны, через которые во время римской эпохи проходили важные пути стали заброшенными; слаборазвитые части города перестали существовать; растительность постепенно охватила несколько районов, что доказывается тем фактом, что в 10-м веке внутренняя зона Ананьи называлась Civitas Vetus (Старый Город).

### Средневековье
Начиная с V века, Ананьи был центром важной католической епархии. В IX веке на руинах храма, посвящённого богине Церере, был построен первый кафедральный собор. В X веке духовенство завоевало аграрные владения и позволило простым феодалам возделывать на земле, делать постройки для своих крестьян и всячески поддерживало экономический и демографический рост.
В течение X-XI вв. город усилил свою связь с папским правлением: папы фактически переехали в старую столицу Герники, в более безопасное и благополучное место по сравнению с Римом, в котором часто случались вспышки эпидемии. Поэтому несмотря на распри в городе, Ананьи остался предан Римской церкви, став одним из любимых резиденций пап в XII и XIII вв.
За эти два века произошло несколько инцидентов в городе, связанных с борьбой между папством и империей, в том числе и значительные политические события. В 1122 г. Каликст II поставил папскую буллу на Вормсском конкордате; в 1159 г. Адриан IV вступил на престол во время осады Кремы, легатов Милана, Брешии и Пьяченцы (здание Гражданского Дворца было передано послу Брешии, архитектору Якобу да Исео). В 1160 г. Александр III отлучил от церкви Фридриха Барбароссу в Кафедральном соборе; в 1176 г. После Битвы при Леньяно тот же папа получил императорские легаты, с которыми он разработал Pactum Anagninum («Соглашение Ананьи»), предварительное перемирие, которое было подписано в Венеции в 1177 г.

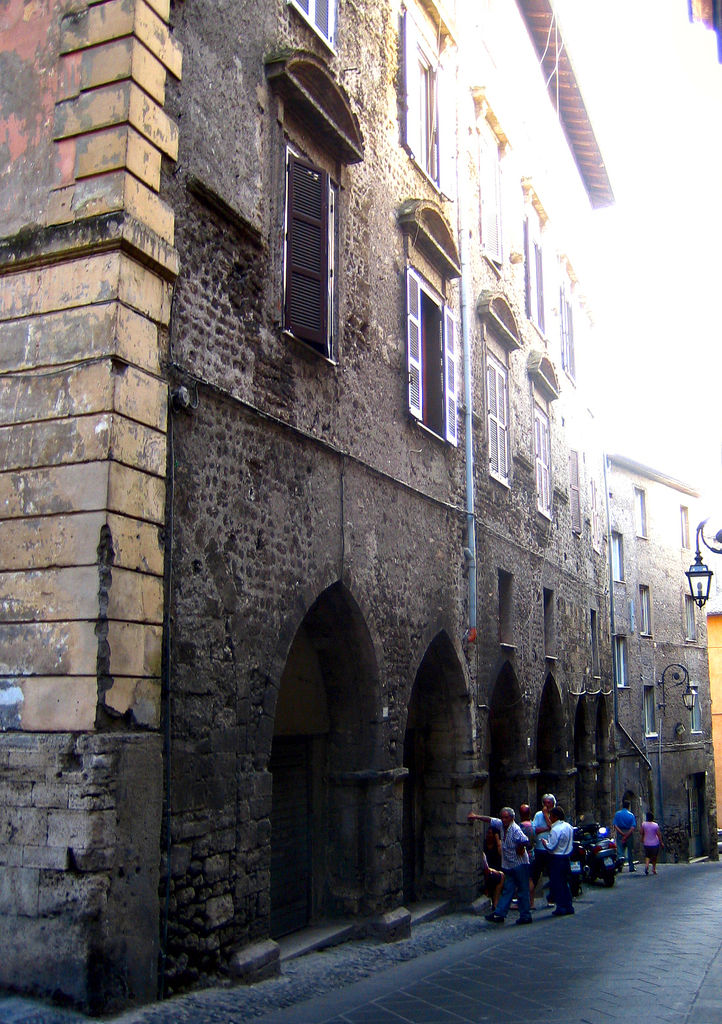
Средневековый дворец в Ананьи.

XIII век олицетворял настоящий золотой период города: за 100 лет в Ананьи посвятили четырёх пап в христианство, три из них члены семьи Конти. Первым взошедшим на папский трон был Лотарий Конти, который как и Иннокентий III (1198—1216), был одним из выдающихся людей своего века, вместе с Фридрихом II, с которым он помогал коронации Императора Германии и Святым Франциском, с которым он утвердил первое правило. Иннокентию III была выдана честь создать, закончить и закрепить пункты теократической доктрины, по принципу абсолютного правила: каждая земная сила исходит от Папы. Он умер в 1216 г., оставив после себя самую могущественную церковь за всю историю.
Попытки Иннокентия III были поддержаны Григорием IX, который был членом могущественной семьи Конти ди Ананьи. 2 сентября 1227 в Кафедральном Соборе Ананьи он отлучил от церкви Императора Фридриха II, который остановил крестовый поход, который он же и начал. Прошла пышная церемония, на которой факелы сначала зажгли, потом встряхнули, бросили на землю и в конце были затушены прелатами.
В сентябре 1230 после перемирия Григорий IX принимал в гостях Фридриха II в Ананьи, который тем временем мог завоевать без кровопролития только лишь посредством своего дипломатического таланта Иерусалим и Назарет.
Во время своего папства Александру IV (1254—1261), родственнику Григория IX и третьему папе Ананьи, пришлось столкнуться с экклезиологическим спором, начатым между Университетом Парижа и Нищенствующим орденом. Зачинщик спора, Уильям Сен-Амур, опубликовал противонищенствующий памфлет, De periculis novissimorum temporum (Об опасности последних дней) между осенью 1255 и весной 1256 гг. Александр прилюдно осудил рукопись в Ананьи 5 октября 1256 г. В 1255 г. Клара Ассизская была официально канонизирована в Ананьи.
В 1265 г. местный капитул римской провинции Ананьи Доминиканского ордена назначил Фому Аквинского в качестве университетского преподавателя, таким образом изменив имеющееся studium conventuale в римском монастыре Санта-Сабина на первый орденский studium provinciale, который стал новшеством на курсе философии (studia philosophiae). Это studium был предшественником Колледжа Сен-Томаса XVI века в Санта-Мария-сопра-Минерва и Папском университете святого Фомы Аквинского, Angelicum

### Беззаконие в Ананьи
Слово Ананьи во многом ассоциируется с делами Бонифация VIII, четвёртым Папой города, членом могущественной семьи Каэтани. После мрачного громкого отречения Целестина V, против его избрания выступили французские кардиналы и могущественная семья Колонна.
В 1300 г. Бонифаций VIII, в зените папской карьеры, объявил первый Святой год и основал первый римский университет. Попав в сильный конфликт с Королём Франции, Филиппом Красивым, который установил налоги на французское духовенство, Бонифаций VIII выпустил известную Буллу Unam Sanctam в 1302 г., которая предоставляла Папе абсолютную верховную власть по всей земле против короля. Конфликт дошёл до того, что Филипп Красивый послал стражу для ареста Папы, с целью убрать Бонифация с его должности с помощью главного Совета.
7 сентября 1303 г. советник короля Гийом де Ногаре и Шарра Колонна отправили конную и пешую армию из двух тысяч солдат. Они вместе с местными жителями атаковали дворцы Папы и его племянника в папской резиденции в Ананьи; это вошло в историю под печальным названием «Беззаконие в Ананьи». Прислуга Папы и его любимый племянник Франческо вскоре спаслись бегством; только испанец Педро Родригес, кардинал Санты-Сабины, и Никколо Бокассини остались на его стороне до конца.
Дворец был разграблен, а на Бонифация было совершенно покушение (Ногаре помешал Шарре Колонна убить папу). Но Бонифаций всё ещё оставался пленником, и его держали под замком три дня без воды и еды. Горожане в конце концов изгнали мародёров, и Бонифаций простил тех, кто взял его в плен. Он вернулся в Рим 13 сентября 1303 г.
Согласно легенде, Шарра Колонна ударил Папу латной рукавицей: эпизод впоследствии вошёл в историю Италии под названием Schiaffo di Anagni ("Пощёчина Ананьи"). Вопиющее заточение Папы вдохновило Данте Алигьери на написание отрывка в Божественной комедии (Чистилище, песнь XX, vv. 85-93),  Но я страшнее вижу злодеянье:/ Христос в своём наместнике пленён,/ И торжествуют лилии в Ананье/ Я вижу — вновь людьми поруган он,/ И желчь и уксус пьёт, как древле было,/ И средь живых разбойников казнён. Жители Ананьи восстали против вторженцев и освободили Бонифация.
Несмотря на проявленную Бонифацием стойкость, престарелый понтифик после пережитого заболел горячкой и умер в Риме 11 октября 1303 г. В книге  Загадка XIV века Барбара Такман заявила, что его ближайшие советники позже утверждали бы, что он умер от «глубокого горя».
После смерти Бонифация VIII, и величие, и мечты о всевластии семьи Каэтани развалились, и доктрина о папской теократии потеряла свою непоколебимость навсегда.
Перевод папского суда в Авиньон было знаменательно для Ананьи, так как начался долгий период упадка, который продолжался весь 15-й век. В 1348 г. город был разгромлен войсками герцога Вернера фон Урслингена.

### Новое и новейшее время
В 1556 г. Ананьи стал полем боя в конфликте между Павлом IV и королём Филипп II, когда он был осаждён испанской армией под предводительством Герцога Альбы. После артиллерийского обстрела войска папы отступили, и испанцы разграбили город.
Урон, нанесённый городу, в частности городским стенам усугубился, когда проводились работы по его укреплению в 1564 г. под влиянием Пия IV. Примерно в 1579 г. начался короткий период процветания благодаря Кардиналу Бенедитто Ломелино, епископу и управляющему города.
Были сделаны работы по восстановлению архитектуры, средневековых построек и отделочные работы. Примерно в 1633 г. начали проводиться грандиозные архитектурные и городские реконструкции. Работы касающиеся церковных зданий, которые сохранились по нынешний день в Ананьи, очень занимательны. Новые архитектурные законы, которые, однако, не затронули готические элементы в римском стиле можно проследить в преобразившихся зданиях. Также были реконструированы древние знатные поместья с великолепными фасадами, а к концу XIX века уровень культуры снова возрос благодаря улучшению благосостояния. Фактически в этот период начали появляться институты и конгрегации, которые вместе с различными школами сделали Ананьи немаловажным центром обучения благодаря сохранившейся культурной традиции.
В 1890 г. при Королеве был открыт Национальный Образовательный Пансионат Королевы Маргарет для девочек-сирот.
В 1897 г. был также открыт Иезуит Кольехио Леоньяно, названный в честь понтифика Льва XIII. В конце 1930 г. был построен Пансион Принца Пьемонта для сыновей персонала местных органов.
Со времён Второй Мировой Войны, в Ананьи резко возросла индустриальная промышленность, которая улучшила местную экономику, но в ущерб окружающей среде, культуре и традициям Ананьи.
Ананьи был также летней резиденцией пап до недавнего времени. Он был как сейчас Кастель-Гандольфо на Альбанских холмах.

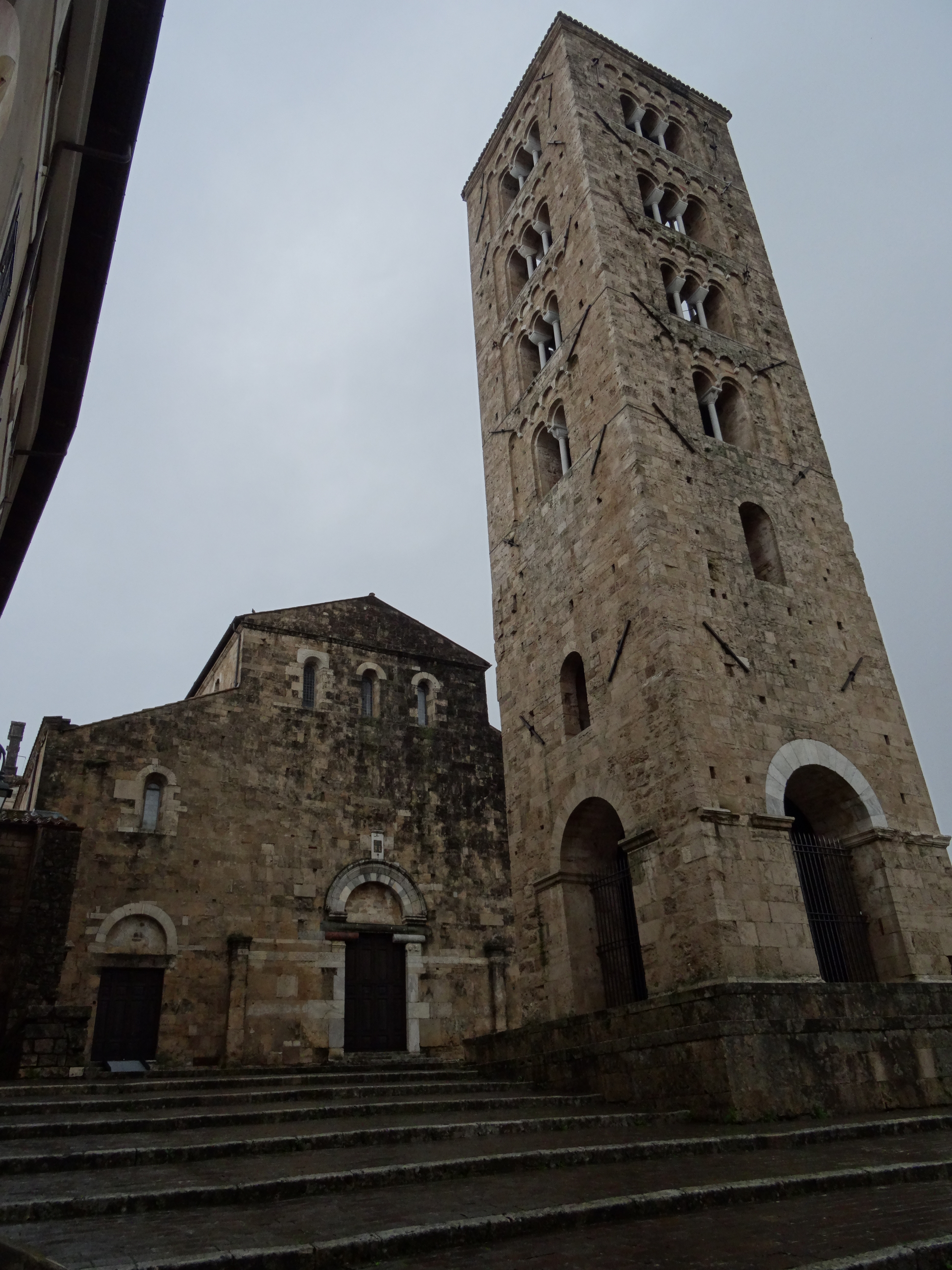
Собор в Ананьи.

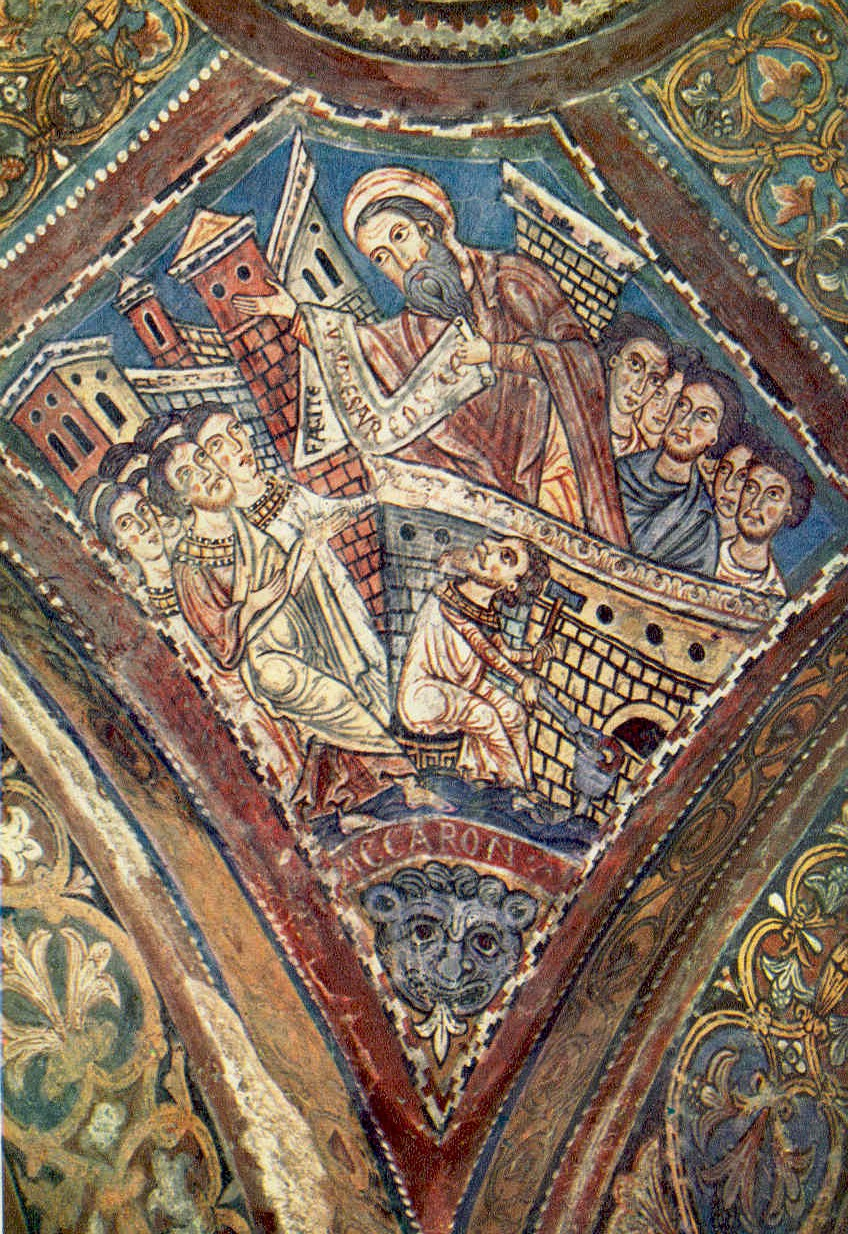
"Библейский ковчег в Экроне" (1225 г.) в крипте собора.

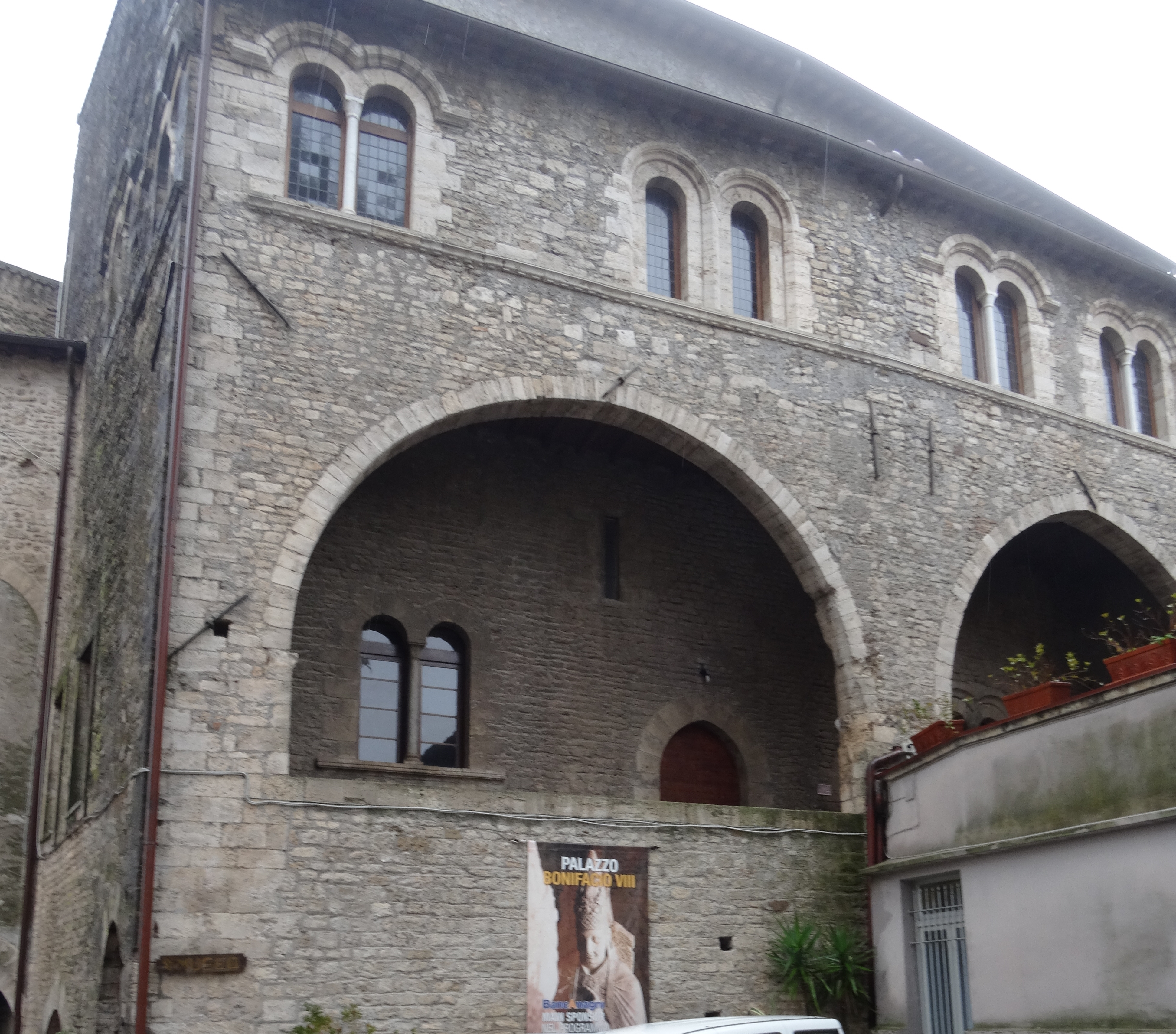
Дворец Пап в Ананьи.

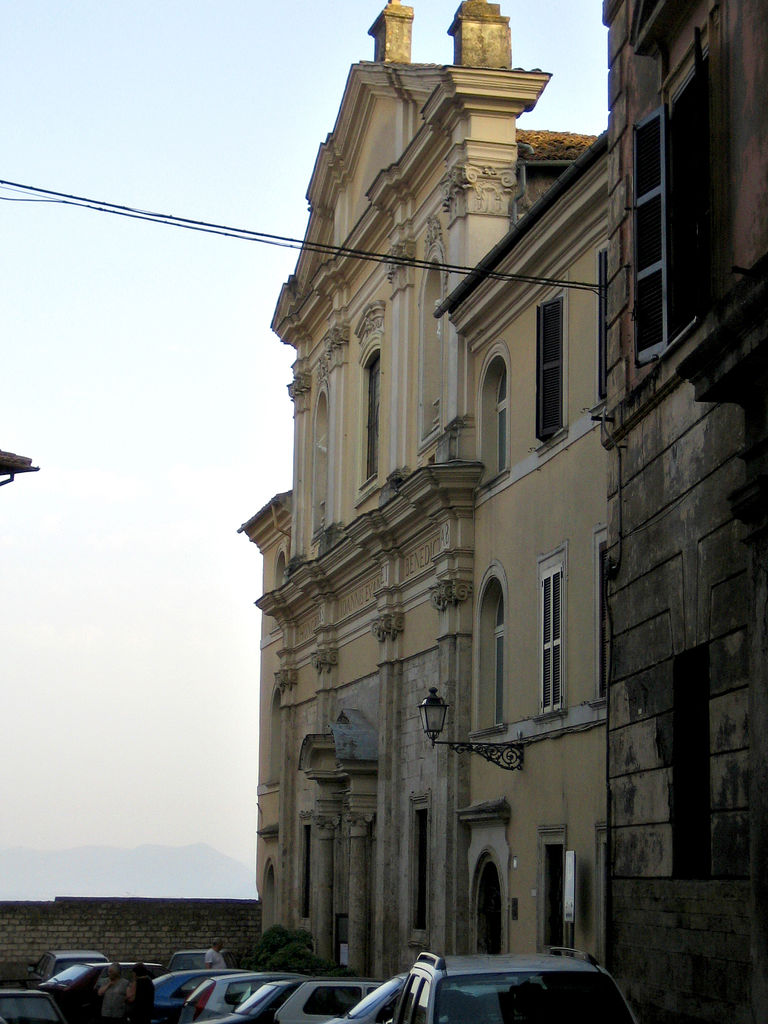
Фасад церкви Св. Джованни.

## Экономика
В городе расположена фармацевтическая фабрика компании AstraZeneca.

## Основные достопримечательности

### Собор
Собор Ананьи, посвящённый Св. Марии, был построен в 1071-1105 гг.
Самая большая достопримечательность собора – крипта с могилой св. Магнуса Ананьинского, самого главного святого Ананьи и св. Секундина Ананьнского.

### Другие
- Дворец папы (или Дворец Бонифация VIII), зал знаменитой «пощёчины».
- Дворец Коммуны, построенный брешским архитектором Якобом да Исео в 1163 году. Он сделан из двух строений, соединённых портиком, на котором держится огромный Sala della Ragione («Зал Разума»). Фасад украшен гербами семей Орсини и Каэтани.
- Casa Gigli, средневековое строение, которое реставрировал шведский художник Альберт Барнеков в XIX веке.

На юге города находится императорская вилла Villa Magna, построенная Антонином Пием, где обосновался консорциум, объединяющий Пенсильванский университет, Британскую школу в Риме и Soprintendenza ai Beni Archeologici del Lazio, который начал проводить раскопки в 2006 году. Эти раскопки, продолжавшиеся в 2007 и 2008 гг. открыли великолепно украшенное здание, посвящённое виноделию, а также руины мужского монастыря Св. Петра в Вилламанье.

## Язык и диалект
Язык или диалект Ананьи (называется Ананьино) можно отнести к Северному Чочаро. Определённые артикли: Ju-муж. род ед. числа (произносится как ю), La – жен. род ед. числа, Ji – муж. род мн. число (произносится как йи) и Le – жен. род мн. число (произносится как лэй). Неопределённые артикли: nu – муж. род и na – жен. род. Во множественном числе гласные звуки на конце всегда произносятся и зачастую в единственном числе (по сравнению с Южным Чочаро и неаполитанским, где гласные звуки в конце слова обычно смазаны и стёрты). Для тех, кто знает итальянский, ананьинский диалект сохранил использование «u» как в латинском; к примеру, вместо итальянского con (с), в жители Ананьи используют cu, от латинского cum. Есть много различий между итальянским и ананьинским. К примеру, исчезли некоторые буквы n, l, и r, обычно присутствующие в итальянском. Для историков-лингвистов диалект особенно важен для изучения древнероманских итальянских языков, а также формирование итальянского. Как и в итальянском v произносится как u; к примеру, vino (вино по-итальянски), на ананьинском uino. На сегодняшний день стандартный итальянский был подвержен влиянию немецкого, французского, арабского, греческого и испанского, в то время как ананьинский диалект и другие языки в центре Италии (на юге Рима, западе Апеннин и севере Кампании) гораздо больше похожи на латинский и древнеитальянский благодаря незначительной колонизации иностранцев.

## Герб
На гербе Ананьи нарисован лев, а над ним орёл и буквы S.P.Q.A. Герб символизирует объединение сил Ананьи и Римской Империи в 306 до н. э. Лев символизирует коренных герников, а орёл надо львом символизирует победу римлян над герниками. Буквы S.P.Q.A. означают Senatus Populusque Anagninus («Сенат и Жители Ананьи»). Эта фраза появилась после древнего акронима, созданного для Рима Senatus Populusque Romanus, («Сенат и Жители Рима»). Два ключа над головой орла означают папскую историю города. Императорская корона на верху герба и императорская мантия означает, что Ананьи был знаменитой и важной и значительной резиденцией Римских Императоров. Надпись на латинском HERNICA SAXA COLVNT QVOS DIVES ANAGNIA PASCIT.

## Соседние коммуны
- Акуто
- Ферентино
- Фумоне
- Гавиньяно (Италия)
- Монтеланико
- Пальяно
- Пильо
- Згургола
- Горга

## Города-побратимы
- Л’Иль-сюр-ла-Сорг, Франция
- Гнезно, Польша